# Mamba nero (singolo)
(Sir Oliver Skardy, Mamba nero)
Mamba nero è un singolo di Sir Oliver Skardy, pubblicato nel 2012.

## Tracce
1. Mamba nero (Ragga Version) - 03.15
2. Mamba nero (Radio Version) - 03.16
3. Mamba nero (Dub Version) - 03.20

## Mamba nero
Nel disco il brano è presente in tre versioni diverse. Il titolo preannuncia la violenza del contenuto della canzone, richiamando il serpente dendroaspis polylepis, uno dei più pericolosi, veloci e velenosi al mondo. Infatti, Mamba nero si misura con la situazione storica contemporanea, dell'Italia della crisi economica, delle apparenze, degli scandali nati intorno al terremoto dell'Aquila del 2009 (con un riferimento esplicito all'allora capo della Protezione Civile Guido Bertolaso). Il tutto è pregno della prepotente ironia di Skardy, tipica già dei suoi album precedenti Grande Bidello e Piragna.